# Keenan McCardell

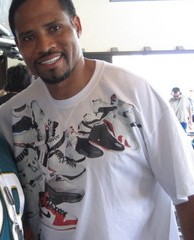
McCardell em 2007.

Keenan Wayne McCardell (Houston, Texas, 6 de janeiro de 1970) é um ex-jogador de futebol americano que jogava como wide receiver na National Football League (NFL) entre 1991 e 2007, sendo que atualmente ele é técnico de recebedores pelo Minnesota Vikings desde 2021.
McCardell jogou futebol americano universitário pela Universidade de Nevada (UNLV) e foi draftado pelo Washington Redskins na décima-segunda rodada em 1991. Ele jogou por dezessete temporadas na NFL e também jogou pelo Cleveland Browns, Jacksonville Jaguars, Tampa Bay Buccaneers, San Diego Chargers e Houston Texans. Foi selecionado duas vezes para o Pro Bowl e foi duas vezes campeão do Super Bowl, uma vez com o Redskins em 1991 e depois com os Buccaneers em 2002.